# Cristóbal Moreno del Camino
Fra Cristóbal Moreno del Camino, nascut a Moixent el 1520, va ser un sacerdot franciscà que va destacar com a predicador, confessor i provincial de l'Orde entre 1583-1588. També va desenvolupar els carrecs de Definidor, Comisari i Visitador.
Va escriure llibres de devoció i espírit. En Moixent va fundar un Convent, per a lo qual se instal·laren primer en l'Ermita de Sant Cristófol, i en 1563 se traslladaren al que ja podien habitar prop del poble i Fra Cristóbal Moreno el va beneïr en 1585 dedicat a San Antoni de Padua.
Confessor de les Monjes Descalces Reials a Madrid, on s'encontrava 'Emperadriu Maria d'Àustria a qui va tindre tracte; així com del l'Arquebisbe de València Sant Joan de Ribera. Va tindre una gran amistat amb el Beat Nicolás Factor.
Va morir a València el 7 de setembre de 1603 i les seues restes descansen en l'església Parroquial de Sant Pere Apòstol de Moixent des del 25 de juliol de 1838.